# Галлерська мадонна
«Галлерська мадонна» (нім. Haller Madonna) — картина німецького художника Альбрехта Дюрера. Твір намальовано олійними фарбами у 1496—1499 роках. Нині знаходиться у
Національній галереї мистецтва у Вашингтоні, США. На звороті намальовано ще одну картину Дюрера під назвою «Лот і його доньки».

## Опис
На картині «Галлерська мадонна» зображено Діву Марію та статурне широколице немовлятко Ісус, яке дивиться удалину крізь вікно. Така манера зображення притаманна творам Джованні Белліні, які Дюрер побачив під час своєї першої подорожі до Венеції (1494—1495). В нижніх кутках картини намальовано герби, що репрезентують відомі сім'ї міста Нюрнберг, Німеччина. Герб ліворуч належить сім'ї Галлер фон Галлерстайн, а герб праворуч — сім'ї Коберґер. У середині XX століття твір придбав Семюель Кресс, який невдовзі подарував картину Американському музею Вашингтона.
Коли картину продавали на антикварному ринку, її авторство приписували Белліні. Згодом встановлено, що картина належить німецькому художнику, оскільки стиль пейзажу та поза у якій зображено немовля притаманні північноєвропейському живопису. Немовлятко тримає у руці фрукт, символ первородного гріха; червона набивка подушки, як і китиці, ймовірно, символізують кров, вказуючи на розп'яття Христа.

## Лот і його доньки

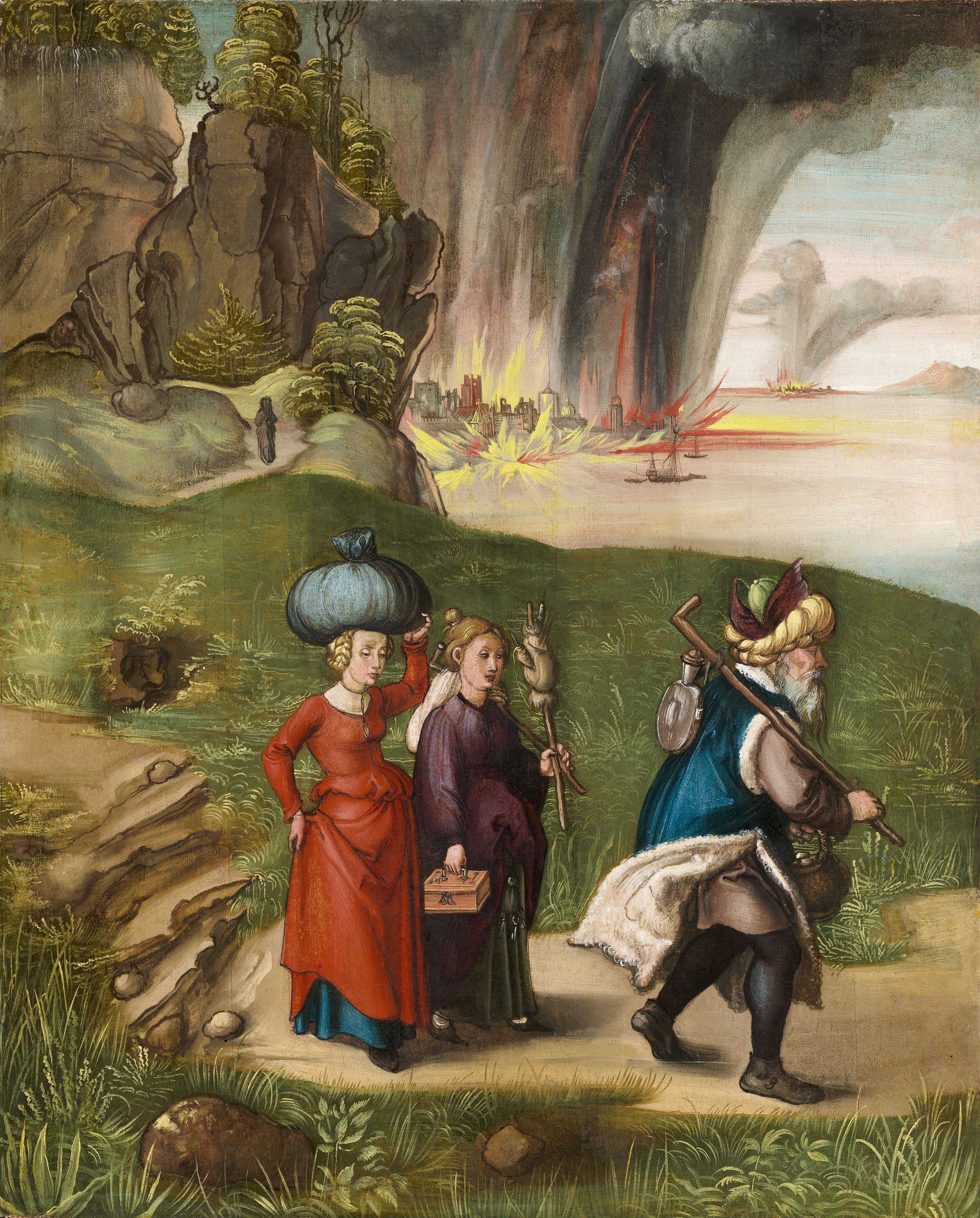
Лот і його доньки

На зворотній стороні картини намальовано ще один твір Дюрера під назвою «Лот і його доньки», який зображує біблійську сцену втечі Лота з Содому. На тлі ландшафтного та морського пейзажу також намальовано вогняні вибухи. Оскільки картини не пов'язані між собою, існує думка, що вони створені як приватні побожні малюнки, як приклади праведного життя і божої благодаті. Згідно з іншою інтерпретацією, це одна з панелей диптиху (на правій  панелі зображено жертводавця, а на лівій — Лота та його дочок).